# Brzeszcze (gmina)
Brzeszcze est une gmina mixte du powiat de Oświęcim, Petite-Pologne, dans le sud de Pologne. Son siège est la ville de Brzeszcze, qui se situe environ 9 km au sud-ouest d'Oświęcim et 57 km à l'ouest de la capitale régionale Cracovie.
La gmina couvre une superficie de 46,13 km2 pour une population de 21 557 habitants.

## Géographie
Outre la ville de Brzeszcze, la gmina inclut les villages de Jawiszowice, Przecieszyn, Skidziń, Wilczkowice et Zasole.
La gmina borde les gminy de Kęty, Miedźna, Oświęcim et Wilamowice.